# 催眠·裁決
《催眠·裁決》（英語：Guilt by Design）是一部2019年香港懸疑犯罪片，由黎兆鈞、施柏林和劉永泰編劇和導演，錢嘉樂任動作設計，張家輝及張翰領銜主演；鄭則仕、張兆輝、金燕玲、蔡瀚億、蘇麗珊、李尚正、王浩信、郭政鴻及董暢主演；秦沛特別演出；艾米特別介紹。本片是香港亞洲電影投資會（HAF）的獲獎電影計劃之一。
根據《電影檢查條例》，本片列為兒童不宜（IIA）。

## 故事簡介
轟動全港的林氏家族兇殺案踏入審訊最後一天，陪審團準備退庭商議時，成員之一許立生（張家輝 飾）突然收到女兒茵茵（艾米飾）被綁架的訊息，神祕人要求曾為國際催眠權威的立生通過催眠術令陪審團裁定被告謀殺罪名成立，否則其女兒將被撕票，這也就意味著立生必須在狹小的空間內、眾目睽睽之下，不用專業工具隱祕地催眠至少4個人。立生偷偷將茵茵被綁架的訊息轉發給曾為國內特種部隊成員的小舅楊凱（張翰 飾）後，進入了退庭商議室...

## 角色介紹

### 領銜主演
| 演員姓名 | 角色名稱 | 介紹                                                                         |
| 張家輝   | 許立生   | 心理學家、催眠師、「林氏家族遊艇兇殺案」陪審團成員之一 許仲茵之父 楊凱之姐夫 |
| 張翰     | 楊凱     | 前大陸部隊隊員 許立生之小舅 許仲茵之舅父                                     |

### 主演
| 演員姓名 | 角色名稱 | 介紹 |
| 鄭則仕   | 梁sir    | 「林氏家族遊艇兇殺案」陪審團主席 社工 女兒為傷殘人士。他被許立生催眠，若自己的女兒被綁架，會如何處理。                                                                               |
| 張兆輝   | 鄧兆強   | 曾目睹許立生使用催眠打敗嫌犯 後被林國權收買控制許立生 最終被催眠 |
| 金燕玲   | 劉太     | 「林氏家族遊艇兇殺案」陪審團成員之一 唯一沒有被許立生催眠的陪審團成員 |
| 蔡瀚億   | 陳永晞   | 「林氏家族遊艇兇殺案」陪審團成員之一 地理學博士 |
| 蘇麗珊   | 方慧珊   | 「林氏家族遊艇兇殺案」陪審團成員之一 曾被撞成殘廢，司機因聘請馮顯輝而成功被判無罪釋放 被許立生用微波爐催眠，回想起車禍的事，利用馮顯輝的事讓她投林子瑩有罪，後被許立生放了，投為無罪 |
| 谷祖琳   | May Yim  | 「林氏家族遊艇兇殺案」陪審團成員之一 購買四百萬林氏集團的期貨 |
| 李尚正   | 周雄     | 「林氏家族遊艇兇殺案」陪審團成員之一 被林國權派的人收買 被許立生催眠讓鄧兆強相信已贏 最終被警方逮捕                                                                                  |
| 王浩信   | 林柏明   | 林國權之子 真正的凶手 最終警方逮捕 |
| 郭政鴻   | Peter    | 許立生好友 立威集團主席 |
| 董暢     | 火鍋     | |

### 特別演出
| 演員姓名 | 角色名稱 | 介紹                                           |
| 秦沛     | 林國權   | 林氏集團代主席 林柏明之父 收買鄧兆強控制許立生 |

### 特別介紹
| 演員姓名 | 角色名稱 | 介紹                                                                                                   |
| 艾米     | 許仲茵   | 許立生之女 楊凱之外甥女 被匪徒綁架要脅許立生催眠至少四個陪審團成員於三點前投林子瑩有罪，後被楊凱救出。 |

### 其他演員
| 演員姓名 | 角色名稱 | 介紹                           |
| 楊偲泳   | 林子瑩   | 「林氏家族遊艇兇殺案」被告     |
| 駱應鈞   | 馮顯輝   | 「林氏家族遊艇兇殺案」被告律師 |

## 電影歌曲
| 曲別   | 歌名               | 作曲   | 作詞            | 編曲   | 歌曲監製       | 演唱   |
| ------ | ------------------ | ------ | --------------- | ------ | -------------- | ------ |
| 主題曲 | 《徘徊在日暮街角》 | 鍾志榮 | 鍾志榮 / 張兆鴻 | 張兆鴻 | 鍾志榮、張兆鴻 | 樓雙甯 |

## 獎項及提名
| 年份 | 颁奖典礼         | 奖项                 | 姓名 | 结果 |
| ---- | ---------------- | -------------------- | ---- | ---- |
| 2019 | 第15屆中美電影節 | 年度十大金天使獎電影 |      | 獲獎 |

## 取景
金鐘香港高等法院、啟德工業貿易大樓、將軍澳運動場、天水圍濕地公園路、流浮山一帶和中環遮打道（歷山大廈對出）、清水灣香港三育書院

## 外部連結
- 香港影庫上《催眠·裁決》的資料（繁體中文）
- 豆瓣电影上《催眠·裁決》的資料 （简体中文）
- 时光网上《催眠·裁決》的資料（简体中文）
- 互联网电影数据库（IMDb）上《催眠·裁決》的资料（英文）